# Tomáš Matějček
Tomáš Matějček (* 23. března 1960) je bývalý fotbalista, záložník a fotbalový trenér. Začínal v Karlových Varech, v lize debutoval ve Slávii Praha (1980–1982). Dále hrál druhou nejvyšší soutěže za Xaverov. V roce 1985 hrál v lize za Bohemians Praha, ale podzim strávil na vojně v RH Cheb. Po vojně se vrátil do Bohemians Praha (1986–1989). V roce 1990 hrál za Spartu Praha, se kterou získal mistrovský titul. Ligovou kariéru zakončil v FK Dukla Praha. Po skončení aktivní kariéry působí jako trenér v Karlových Varech, v lize trénoval
SFC Opava v roce 2003 a po ukončení angažmá trénoval švýcarský ligový tým FC Wil.